# 沙摩西島
沙摩西島，是印度尼西亞的火山島，位於蘇門答臘北部多巴湖中央，湖泊和島嶼在75,000年前超級火山爆發後形成，面積630平方公里，是全世界最大的島中湖中島和第五大湖島。